# Suka Maju (Lolomatua)
Suka Maju is een bestuurslaag in het regentschap Nias Selatan van de provincie Noord-Sumatra, Indonesië. Suka Maju telt 736 inwoners (volkstelling 2010).